# لوگوی نایکی

لوگوی نایکی.

سووش لوگوی نایکی، طراح و خرده‌فروش پوشاک ورزشی آمریکایی است. امروزه این لوگو به یکی از شناخته شده‌ترین لوگوهای برند در جهان و با ارزش‌ترین لوگوها تبدیل شده‌است که به تنهایی ۲۶ میلیارد دلار ارزش دارد.
بیل باورمن و فیل نایت نایک را در ۲۵ ژانویه ۱۹۶۴ با نام Blue Ribbon Sports (BRS) تأسیس کردند. پس از تغییر نام خود به نایک، شرکت در ۳۰ می ۱۹۷۱، این شرکت Swoosh را به عنوان لوگوی رسمی خود در همان سال انتخاب کرد. کارولین دیویدسون، دانشجوی دانشگاه ایالتی پورتلند در زمانی که نایت در آنجا تدریس می‌کرد، این لوگو را ایجاد کرد و سعی داشت حرکت را در طراحی آن منتقل کند.
این لوگو نسبت به طراحی اولیه خود در سال ۱۹۷۱ تغییرات جزئی داشته‌است، امروزه بیشتر به عنوان یک swoosh انفرادی دیده می‌شود، اگرچه در بیشتر تاریخ خود، این لوگو نام NIKE را در کنار Swoosh به کار می‌برد. در طول سال‌ها، پالت رنگ نارنجی و سفید به‌طور سنتی بر روی لوگو استفاده می‌شود، اگرچه اخیراً یک swoosh مشکی یکدست محبوبیت قابل توجهی به دست آورده‌است.
Swoosh از سال ۱۹۸۸ در کنار علامت تجاری "Just Do It" ظاهر شد. این دو با هم هسته اصلی برند نایک را تشکیل می‌دهند و چهره این شرکت بوده‌است، با ورزشکاران و تیم‌های ورزشی برجسته در سراسر جهان که این لوگوها را به نمایش می‌گذارند.

## تاریخچه
علامت تجاری شرکت نایک Swoosh در سال ۱۹۷۱ توسط کارولین دیویدسون زمانی که او دانشجوی طراحی گرافیک در دانشگاه ایالتی پورتلند بود ایجاد شد. دیویدسون به عنوان یک رشته روزنامه‌نگاری شروع کرد اما پس از گذراندن یک دوره طراحی برای «پر کردن یک درس انتخابی خالی» به طراحی روی آورد. او در سال ۱۹۷۱ لیسانس طراحی گرافیک گرفت در اینجا بود که او با فیل نایت، که در آن زمان در کلاس‌های حسابداری در دانشگاه تدریس می‌کرد، آشنا شد. نایت شنیده بود که دیویدسون به دنبال پول اضافی برای شرکت در کلاس‌های نقاشی رنگ روغن است، بنابراین پیشنهاد داد به دیویدسون برای انجام برخی کار آزاد برای شرکتش که سپس Blue Ribbon Sports (BRS) نام داشت، پول بدهد. نایت به دیویدسون پیشنهاد داد که برای کاری که به پایان رساند به دیویدسون ۲ دلار در ساعت (حدود ۱۴ دلار در ساعت امروز) بپردازد. به مدت هفت سال پس از تأسیس در سال ۱۹۶۴، BRS عمدتاً کفش‌های دویدن برند Onitsuka Tiger را از ژاپن وارد کرد. در سال ۱۹۷۱، نایت تصمیم گرفت نام تجاری کفش‌های خود را راه اندازی کند، که ابتدا به عنوان کفش‌های بسته‌بندی شده برای فوتبال یا فوتبال ظاهر می‌شد و کارخانه ای در مکزیک آماده ساخت این کفش‌ها بود. تمام چیزی که نایت نیاز داشت یک «راه راه» - اصطلاح صنعتی برای لوگوی کفش - برای مطابقت با برند جدیدش بود، بنابراین او برای ایده‌های طراحی به سراغ دیویدسون رفت. او از دیویدسون خواسته بود مطمئن شود که نوار حرکت را منتقل می‌کند و شبیه به سه راه راه آدیداس نیست. در طول هفته‌های بعد، او حداقل نیم دوجین علامت ایجاد کرد و آنها را گرد هم آورد تا به نایت، باب وودل و جف جانسون (دو مدیر BRS) در دفتر خانه شرکت، در آن زمان واقع در تیگارد، اورگان ارائه کند.

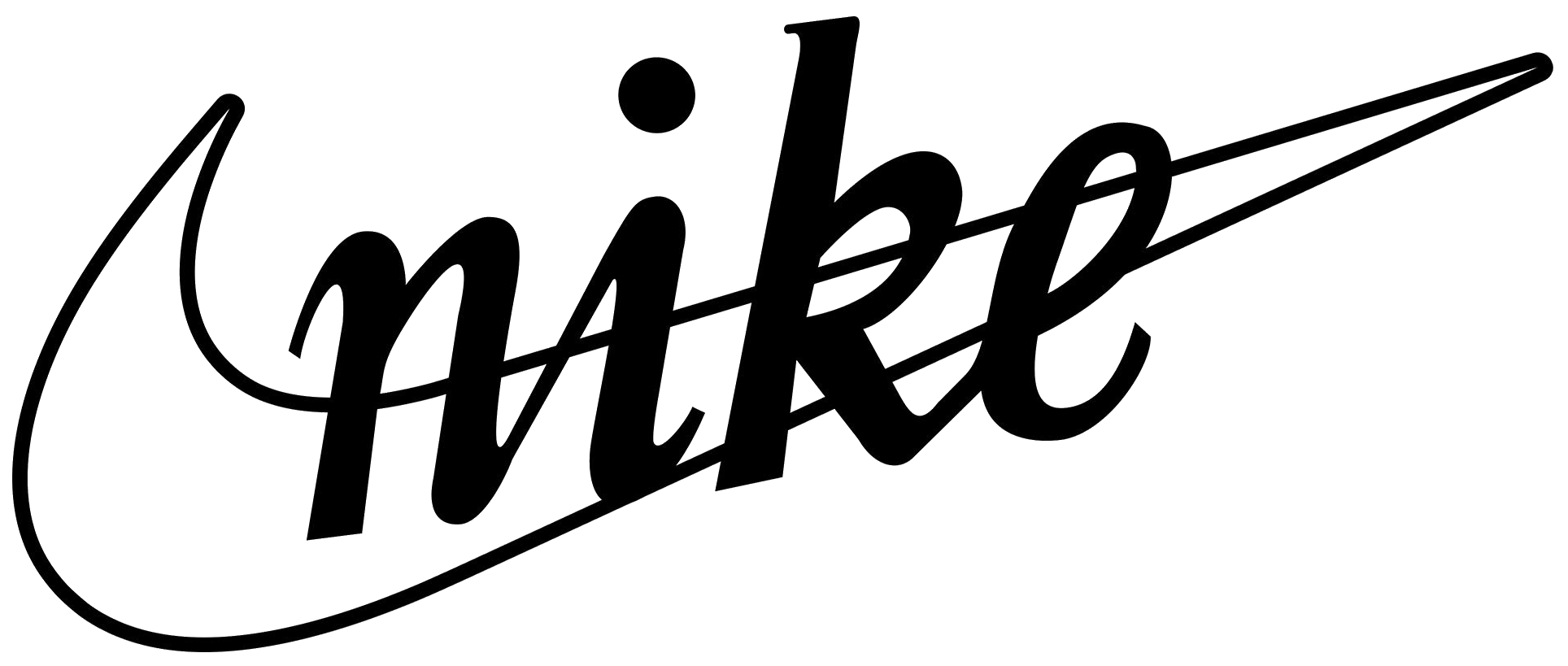
لوگوی طراحی شده توسط دیویدسون برای نایک در سال ۱۹۷۱ و برای آن ۳۵ دلار دستمزد دریافت کرد. این نشان، با برخی اصلاحات بعدی، از آن زمان به عنوان لوگوی شرکت باقی مانده‌است و به یکی از نمادین‌ترین تصاویر ورزش تبدیل شده‌است.

آنها در نهایت علامتی را انتخاب کردند که اکنون در سطح جهانی به عنوان Swoosh شناخته می‌شود، شکلی که از بال‌های الهه یونانی نایک الهام گرفته شده‌است. نایت به او گفت: «خب، من آن را دوست ندارم، اما شاید این موضوع روی من رشد کند.» پس از انتخاب، دیویدسون زمان بیشتری برای اصلاح کاری که روی Swoosh انجام داده بود خواست. با این حال، نایت اظهار داشت که این شرکت مهلت‌های تولید را برای برآورده کردن دارد و به لوگو در اسرع وقت نیاز دارد. برای خدمات او، این شرکت ۳۵ دلار (۲۰۶ دلار در سال ۲۰۱۵) به او پرداخت، و به این اشاره کرد که او ۱۷٫۵ ساعت برای ایجاد Swoosh کار کرده‌است، اگرچه دیویدسون گفت که مطمئن است که ساعت‌های بیشتری روی طراحی کار کرده‌است. Swoosh رسماً در ۱۸ ژوئن ۱۹۷۱ علامت تجاری شد و در ژوئن ۱۹۷۲، در آزمایشات المپیک دوومیدانی ایالات متحده در یوجین، اورگان، اولین کفش رسمی پیست نایک، نایک کورتز، برای ورزشکارانی که Swoosh جدید را دارند عرضه شد.
دیویدسون به کار برای Blue Ribbon Sports ادامه داد (این شرکت در سال ۱۹۷۲ رسماً به نایک تبدیل شد) تا زمانی که نیازهای طراحی شرکت در حال رشد از ظرفیت یک نفر فراتر رفت. در سال ۱۹۷۶، شرکت اولین آژانس تبلیغاتی خارجی خود، جان براون و شرکا را استخدام کرد و دیویدسون به کار بر روی نیازهای مشتریان دیگر ادامه داد. در سپتامبر ۱۹۸۳، نایت به دیویدسون یک حلقه Swoosh طلایی با یک الماس تعبیه شده و ۵۰۰ سهم از سهام نایک (که از آن زمان به ۳۲۰۰۰ سهم تقسیم شده‌است) داد تا از او تشکر کند. دیویدسون در مورد این هدیه می‌گوید: «این کار برای فیل بسیار خاص بود، زیرا من در ابتدا صورتحساب را به او دادم و او آن فاکتور را پرداخت کرد.» دیویدسون به عنوان «بانوی لوگو» شناخته شد. او گفت که میلیونر نیست اما راحت زندگی می‌کند. دیویدسون در سال ۲۰۰۰ بازنشسته شد و اکنون به سرگرمی‌ها و کارهای داوطلبانه می‌پردازد، از جمله در خانه رونالد مک دونالد در بیمارستان Legacy Emanuel و مرکز بهداشت در اورگان.

## طرح و رنگ

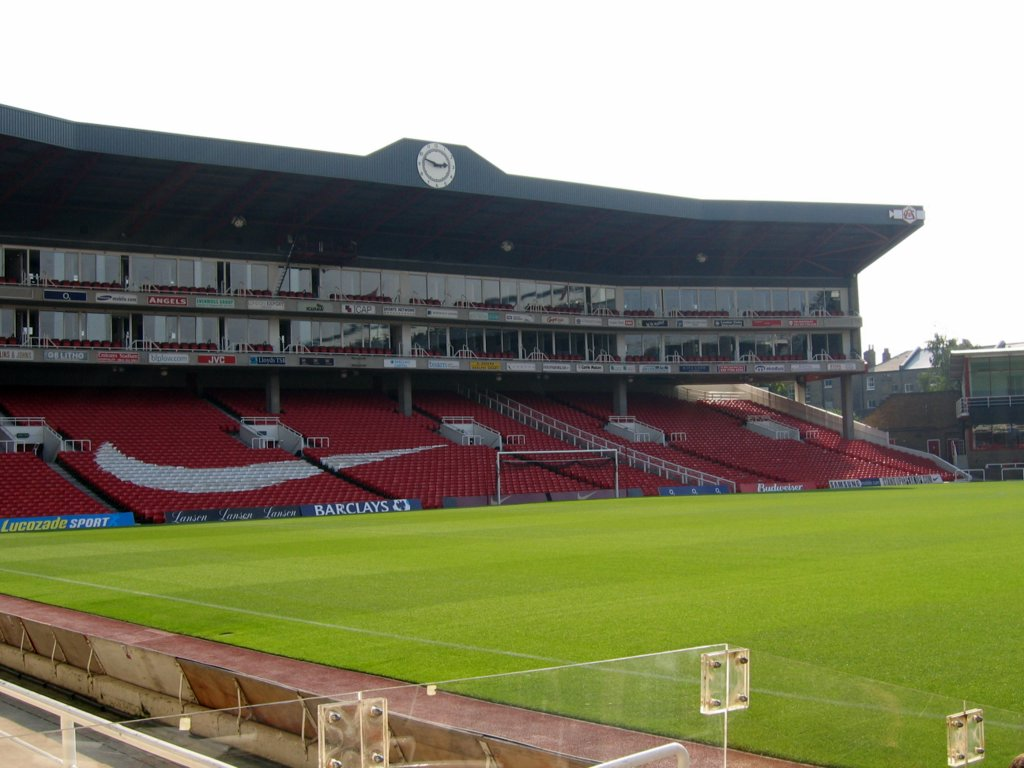
لوگو در استادیوم سابق هایبری لندن.

فیل نایت، یکی از بنیانگذاران نایک، قاطعانه معتقد بود که لوگوی جدید شرکتش طراحی ساده ای است که روان است و حرکت و سرعت را منتقل می‌کند. همچنین گفته می‌شود که این لوگو نماد بال الهه یونانی پیروزی، نایک است.
هنگامی که برای اولین بار منتشر شد، این طرح در رنگ‌های مختلف به نمایش درآمد تا در مسیر از سایر تولیدکنندگان کفش متمایز شود. نایک در بیشتر تاریخ خود از پالت رنگ قرمز و سفید روی لوگوی خود استفاده کرد. رنگ قرمز نشان دهنده اشتیاق، انرژی و شادی است، در حالی که رنگ سفید نشان دهنده اشراف، جذابیت و خلوص است.
تا سال ۱۹۹۴، لوگوی رسمی شرکت نایک برای نایک، نام "NIKE" را با فونت Futura Bold، تمام حروف، در داخل Swoosh نشان می‌داد.

## تصویر نام تجاری
یکی از شناخته شده‌ترین لوگوها در جهان، نام تجاری نایک ۲۶ میلیارد دلار ارزش دارد. نایک حدود ۱۰ درصد از درآمد سالانه خود را صرف تبلیغات و تبلیغات می‌کند. استاد دانشکده بازرگانی هاروارد، استفن آ. گریزر، این لوگو را «نماد زنده و پر جنب و جوش شرکت» توصیف کرده‌است.
نایک از لوگوی Swoosh در تاییدیه ورزشکاران استفاده مؤثری کرده‌است. تاییدیه تنیس باز رومانیایی ایلی ناستاسه و دونده مسافتی استیو پریفونتین، حمایت‌های مالی برند نایک را آغاز کرد و امروز آنها صدها ورزشکار را تأیید می‌کنند. تأیید نایک از مایکل جردن، لبرون جیمز و کوبی برایانت در بسکتبال، شین وارن (تا سال ۲۰۰۱) در کریکت، کتی فریمن در دو و میدانی، کریستیانو رونالدو در فوتبال، تایگر وودز در گلف، و راجر فدرر (تا سال ۲۰۱۸) در رافائل ده نادال. یکی از ۱۵ بزرگ‌ترین قراردادهای حمایت از ورزشکاران در تاریخ ورزش است.

## میراث نایک
نایک الهه بالدار پیروزی در اساطیر یونانی است که در کنار زئوس در المپ نشسته‌است. گفته می‌شود که نایکی در اولین میدان‌های نبرد تاریخ ریاست می‌کرد، زیرا او با پرواز به فاتحان با شکوه و شهرت، که نماد آن تاج گلی از برگ بود، به آن‌ها پاداش می‌داد. او اغلب در کنار الهه خرد، آتنا، یافت می‌شد که گفته می‌شود هرگز شکست را تحمل نمی‌کند.
در مجسمه‌ها و نقاشی‌ها، نایک به‌عنوان زنی با بال‌هایی با لباسی روان، با تاج گلی در دست دراز نشان داده می‌شود. برای نشان دادن نقش خود به عنوان پیام آور پیروزی، او با کارکنان هرمس نشان داده می‌شود. در آتن، مجسمه نایک بدون بال به تصویر کشیده شده‌است و نایک آپترون (پیروزی بدون بال) نامیده می‌شود. بال‌های نایک از مجسمه برداشته شد تا او پرواز نکند، زیرا آتنی‌ها معتقد بودند انجام این کار نشان دهنده اقامت دائم او در شهر است. گفته می‌شود مجسمه‌ای از نایک در افسوس حاوی Swoosh در لباس روان است، اما هیچ مدرکی وجود ندارد که مبدأ این طرح باشد.

## دعاوی حقوقی
در سال ۲۰۰۶، لریلارد (مالک قبلی نیوپورت) و نایک از طراح گرافیک آری سال فورمن پس از عرضه کفش‌های Ari Menthol 10s خود که طراحی نایک ایر فورس ۱ را با رنگ‌های نیوپورت ترکیب می‌کرد، شکایت کردند. به گفته فورمن، این کفش‌ها «تقدیم به دو برندی بود که بیشترین مصرف را داشته‌اند و کمترین را داده‌اند». در نتیجه شکایت، فورمن از نظر قانونی مجاز به داشتن یک جفت منتول ۱۰ نیست.
در سال ۲۰۲۱، نایک از گروه هنری MSCHF به دلیل " کفش شیطان "، نسخه اصلاح شده نایک ایر مکس ۹۷ با تصاویری آشکارا شیطانی شکایت کرد. نایک ادعا کرد که علامت تجاری نقض شده‌است و نام تجاری آنها به اشتباه با شیطان‌پرستی مرتبط شده‌است. یک قاضی منطقه ای ایالات متحده حکم داد که کفش‌های اصلاح شده قابل فروش نیستند.